# Biksikovo
Biksikovo (orosz betűkkel: Бикшиково, baskír nyelven: Бикшик) falu Oroszországban, a Baskír Köztársaságban, a Miskinói járásban.

## Népesség
- 2002-ben 287 lakosa volt, melynek 99%-a mari.
- 2010-ben 277 lakosa volt.